# 万言
万言（1637年—1705年），字貞一，号管村，浙江寧波衛（今寧波市）人，祖籍河南定遠（今安徽），清朝初年史学家、经学家。

## 生平
少年时就有考据精细、学时渊博之名。除家学外，还师事于黄宗羲。擅长古文，“兼有剡源、震川两家之妙”，为时世所重。被黄宗羲誉为后辈学者中“惟言与慈溪郑梁二人”。
大清康熙十四年（1675年），考中举人，初为正紅旗宗學教諭，期满后授知县。晚年担任安徽五河知县，触怒上级，几论死，寻得免。

## 参与《明史》馆
康熙朝修明史，设史局，专修明史。康熙十八年（1679年），明史馆监修徐元文，总裁叶方霭得知万斯同、万言叔侄学识渊博、精通历史，于是延揽二人同入史局，推荐为《明史》编修，并兼修《大清一统志》。
万斯同、万言二人于是北上京师，黄宗羲作为故师送行。抵达京师后，实授万言七品俸，以翰林院纂修官在史局修史，长达10年。万言将明朝崇祯全部史料汇编作《崇祯长编》。康熙二十五年（1686年），任《大清一统志》纂修官，兼修《盛京通志》。

## 家族
出自世家鄞县万氏。远祖万斌，明朝威远将军。五世祖万表，祖父万泰，父万斯年。有子万承勋。是万经之师。

## 代表著作
代表著作有：
- 《尚书说》
- 《明史举要》，17卷
- 参与清廷撰写《明史》，独成《崇祯长编》
- 《管村集》 （又名《管村文集》、《管邨文集》、《管村集》）
- 《管城集》
- 《管村文鈔內編》，3卷

## 代表诗作
- 五言律诗《初秋偕陈康侯宋叔邃黄俞邰阎百诗夏宛来沈融谷蒋波臣胡次岩赵浮山集赵天羽园分得灰字》[4]